# Javonya Valcourt
Javonya Valcourt (* 8. Dezember 2004 in Nassau) ist eine bahamaische Leichtathletin, die sich auf den Sprint spezialisiert hat.

## Sportliche Laufbahn
Erste internationale Erfahrungen sammelte Javonya Valcourt bei den CARIFTA Games 2019 in George Town, bei denen sie in 57,09 s den siebten Platz im 400-Meter-Lauf in der U17-Altersklasse belegte. Bei den CARIFTA Games 2022 in Kingston belegte sie in 55,09 s den siebten Platz über 400 Meter in der U20-Altersklasse und gelangte mit der bahamaischen 4-mal-400-Meter-Staffel mit 4:05,99 min ebenfalls auf Rang vier. Anschließend schied sie bei den U20-Weltmeisterschaften in Cali mit 54,89 s im Halbfinale über 400 Meter aus und verpasste mit der 4-mal-100-Meter-Staffel mit 46,51 s den Finaleinzug. Zudem begann sie im selben Jahr ein Studium an der University of Tennessee in den Vereinigten Staaten. Im Jahr darauf gewann sie bei den CARIFTA Games in Nassau in 52,12 s die Silbermedaille über 400 Meter und siegte in 3:24,62 min mit der Mixed-Staffel über 4-mal 400 Meter. 2024 nahm sie mit der Mixed-Staffel an den Olympischen Sommerspielen in Paris teil und schied dort mit 3:14,58 min im Vorlauf aus.
2024 wurde Valcourt bahamaische Meisterin im 400-Meter-Lauf.

## Persönliche Bestzeiten
- 400 Meter: 51,15 s, 13. April 2024 in Gainesville
- 400 Meter (Halle): 52,32 s, 9. Februar 2024 in Clemson